# Bruno Dubber
Bruno Dubber (* 11. November 1910 in Kirchwerder; † 6. Mai 1944 in Bremen) war ein deutscher Widerstandskämpfer gegen den Nationalsozialismus und Funktionär des Kommunistischen Jugendverbands Deutschlands (KJVD). Er leistete Widerstandsarbeit in Österreich, wurde 1938 in Wien verhaftet, zu lebenslangem Zuchthaus verurteilt und starb 1944 im Zuchthaus Bremen.

## Leben
Dubber, Sohn eines Kapitäns, begann 1925, nach der Volksschule, eine Lehre als Dreher. Im selben Jahr trat er in den Deutschen Metallarbeiterverband (DMV) und den KJVD ein. Nach der Gesellenprüfung wurde er entlassen und wurde hauptamtlich für den KJVD in Hamburg tätig.
Im August 1929 wurde Dubber bei einer Demonstration gegen den Stahlhelm festgenommen, saß drei Monate in Untersuchungshaft und wurde im September 1930 zu zehn Monaten Haft verurteilt. Dubber floh aus dem Gefängnis und gelangte nach Schlesien, wo er unter dem Namen Walter Kardolin im Oktober 1930 Organisationsleiter des KJVD wurde. Im Januar 1932 wechselte er in gleicher Funktion in die Berliner Verbandsführung des Zentralkomitees (ZK) des KJVD.  Hier arbeitete er eng mit Kurt Müller und Alfred Hiller zusammen. 
Nach der Machtübernahme der Nationalsozialisten emigrierte Dubber im Frühjahr 1933 in die Sowjetunion und wurde Praktikant im Exekutivkomitee der Kommunistischen Jugendinternationale (KJI) in Moskau. Da Dubber der Neumann-Remmele-Gruppe nahestand, wurde er auf der Tagung des KJVD im August 1933 in Amsterdam aus dem ZK ausgeschlossen und zum „Bewährungseinsatz“ in einen Großbetrieb in Swerdlowsk „delegiert“. Im April 1934 durfte er nach Moskau zurückkehren und wurde Instrukteur der KJI.
Im September 1934 reiste Dubber, der nunmehr den Parteinamen Walter führte, verdeckt nach Österreich ein und war illegal als Berater des Kommunistischen Jugendverbands Österreichs (KJVÖ) tätig. Nach dem Anschluss Österreichs an Deutschland wurde Dubber am 14. November 1938 in Wien von der Geheimen Staatspolizei (Gestapo) verhaftet, schwer misshandelt, interniert und zwei Jahre später nach Berlin gebracht. Am 13. Mai 1941 verurteilte ihn der Volksgerichtshof zu lebenslanger Zuchthausstrafe. Dubber starb 1944 im Zuchthaus Bremen an Tuberkulose.